# Czesław Łukaszewicz
Czesław Łukaszewicz, pseud. Luka' (ur. 28 kwietnia 1964 w Kętrzynie) – kanadyjski kolarz szosowy polskiego pochodzenia. Olimpijczyk z Sydney.

## Życiorys

### Zespoły
W latach 80. reprezentował LZS oraz GKS Krupiński Suszec. W pierwszej połowie lat 90. XX wieku był kolarzem grup Magicuts–Toshiba oraz Evian–Miko–Reynolds. W późniejszych latach jeździł w barwach Mroza, czeskiej grupy Wüstenrot–ZVVZ oraz polskiej Servisco. Od 2010 roku ściga się w wyścigach amatorskich i wyścigach seniorów w grupie Vélo Sélect (VeloSelect–Apogee).

### Igrzyska Olimpijskie
Na Igrzyskach w Sydney startował w wyścigu ze startu wspólnego. Wyścigu nie ukończył.

### Mistrzostwa Kanady
Z 4 tytułami jest rekordzistą pod względem liczby tytułów mistrza Kanady w kolarstwie szosowym ze startu wspólnego.

## Najważniejsze osiągnięcia
1987
- 3. miejsce w Tour de Pologne
  - 1. miejsce w  klasyfikacji punktowej

1991
- 1. miejsce w Tour de Beauce

1994
- 1. miejsce w  Mistrzostwach Kanady (start wspólny)

1997
- 1. miejsce w  Mistrzostwach Kanady (start wspólny)
- 1. miejsce w Tour de Beauce (1. etap)

1998
- 3. miejsce w Canadian National Road Race Championships
- 1. miejsce w Fitchburg Longsjo Classic (4. etap)

1999
- 1. miejsce w  Mistrzostwach Kanady (start wspólny)

2000
- 1. miejsce w  Mistrzostwach Kanady (start wspólny)

## Nagrody i odznaczenia
- członek Quebec Cycling Hall of Fame Federacji Sportów Rowerowych Quebecu[8].